# Guebenhouse
Guebenhouse è un comune francese di 417 abitanti situato nel dipartimento della Mosella nella regione del Grand Est.

## Società

### Evoluzione demografica
Abitanti censiti